# 스모어
스모어(영어: S'more)는 미국과 캐나다에서 캠프파이어 때 자주 먹는 간식으로, 크래커 사이에 초콜릿과 구운 마시멜로를 넣은 디저트이다.

## 어원
스모어의 어원은 '더 주세요'란 뜻을 가진 영어 단어 'some more'로, 해당 표현을 축약한 단어이다. 즉, 스모어를 먹고 더 달라고 할 정도로 맛있다는 의미를 담고 있다.

## 만드는 법
통밀 크래커 두 조각 사이에 캠프파이어의 불에 구워 녹인 마시멜로와 초콜릿을 끼워서 만든다.

## 같이 보기
- 초코파이
- 나나이모 바